# Salmo 79
El salmo 79  es, según la numeración hebrea, el  septuagésimo noveno salmo del Libro de los salmos de la Biblia. Corresponde al salmo 78 según la numeración de la Biblia Septuaginta griega, empleada también en la Vulgata latina. Por este motivo, recogiendo la doble numeración, a este salmo también se le refiere como el salmo 79 (78).
La Nueva Biblia americana (edición revisada) lo llama "una oración por Jerusalén". Es uno de los Salmos de Asaf .

## Contexto
Fue escrito por (o para) Asaf según el encabezado. Este salmo habla de la destrucción de la ciudad de Jerusalén. Muchos expositores asumen que esto se refiere al cautiverio y el cautiverio del pueblo de Israel en el 586 a. C. por Nabucodonosor II . Los babilonios destruyeron el Templo de Jerusalén, y parte de la población, especialmente los líderes religiosos y políticos, fue llevada y mantenida en el exilio durante mucho tiempo. Sin embargo, también hay intérpretes que afirman que este salmo se refiere a una destrucción o invasión anterior en la historia. El salmo lamenta la destrucción, pero los últimos versículos hablan de alabanza y esperanza en Dios en la gran tribulación. Los 150 salmos tienen (mucho más tarde) el tono de 124 canciones, todas tomadas del libro de los salmos francés en 1562 en Ginebra . En muchas iglesias holandesas se suele cantar el salmo, especialmente se conocen los versículos cuarto y séptimo.
El salmo ha sido descrito como un lamento comunitario que se queja de que las naciones han profanado el Templo de Jerusalén y asesinado al pueblo santo, dejando sus cadáveres sin enterrar (versículos 1–4). La ocasión es probablemente la destrucción de Jerusalén por el ejército babilónico en el 587 a  C.

## ¿Escrito por Asaf?
El poeta Asaf vivió en la época de David. Dos de sus salmos (Salmo 74 y Salmo 79) describen la destrucción de la ciudad de Jerusalén. Muchos expositores de la Biblia no atribuyen estos salmos a Asaf, aunque están en el nombre de Asaf. Ambos salmos hablan de la destrucción de la ciudad de Jerusalén. En la historia de Israel, uno piensa inmediatamente en la destrucción del Templo de Jerusalén por Nabucodonosor en el 586 a. C. , más de cuatro siglos después que el rey David. Casi todos los intérpretes asumen que estos salmos fueron escritos después del cautiverio en Babilonia. Las posibles explicaciones son que estos son salmos que fueron escritos en una época posterior por un Asaf desconocido o que los salmos fueron dedicados a la memoria del famoso cantante Asaf.
Una tercera explicación puede ser que Asaf se refería a la destrucción del santuario de Silo, que entonces estaba en ruinas. El tabernáculo había estado allí, pero los filisteos lo habían destruido . El santuario fue llamado "la casa del SEÑOR" y "templo del SEÑOR" en el Libro de los Jueces (I Samuel : 1: 7).

## Esquema
Una posible estructura del salmo se ve así: 
1. Versículos 2–4: Lamento por la profanación del santuario, la destrucción de Jerusalén, el baño de sangre que fue causado y las burlas de los pueblos vecinos.
2. Versículos 5-12: Solicitud de intervención de YHWH[12]
3. Versículo 13:
  1. 13a: Garantía de confianza[13]
  2. 13b: Votos[5][14]

## Citas
El salmo suele fecharse en la época de la angustia macabea bajo Antíoco IV .  La descripción de los eventos en el Libro I de los Macabeos encaja muy de cerca con la descripción en el Salmo. Se habla de Antíoco IV Epífanes ( Libro I de los Macabeos 1.20  ). Esto profana el santuario , como se describe en el primer versículo del Salmo. Libro I de los Macabeos 1.36 :
“ Emboscaron el santuario; siempre han sido un mal enemigo de Israel. "
Se establece un baño de sangre , tal como se describe en el tercer versículo del Salmo. Libro I de los Macabeos 1,24 :
“ Provocó un baño de sangre y pronunció discursos muy presuntuosos. "
Se aseguró de que se burlaran de la fe de Israel , como se describe en el cuarto versículo del Salmo. Libro I de los Macabeos 1,39 :
“ Sus sábados fueron burlados; en lugar de ser honrada, fue despreciada. " 

## Texto
La siguiente tabla muestra el texto en hebreo del salmo con vocales, junto con el texto en griego koiné en la Septuaginta y la traducción al español de la Biblia del Rey Jacobo. Tenga en cuenta que el significado puede diferir ligeramente entre estas versiones, ya que la Septuaginta y el texto masorético provienen de tradiciones textuales diferentes.  En la Septuaginta, este salmo está numerado como Salmo 78.
| #  | Hebreo                                                                                | Español | Griego |
| -- | ------------------------------------------------------------------------------------- | --- | --- |
| 1  | מִזְמ֗וֹר לְאָ֫סָ֥ף אֱֽלֹהִ֡ים בָּ֤אוּ גוֹיִ֨ם ׀ בְּֽנַחֲלָתֶ֗ךָ טִ֭מְּאוּ אֶת־הֵיכַ֣ל קׇדְשֶׁ֑ךָ שָׂ֖מוּ אֶת־יְרוּשָׁלַ֣͏ִם לְעִיִּֽים׃             | (Un salmo de Asaf.) Oh Dios, las naciones han entrado en tu heredad; han profanado tu santuario, han reducido a montones Jerusalén.                                         | Ψαλμὸς τῷ ᾿Ασάφ. - Ο ΘΕΟΣ, ἤλθοσαν ἔθνη εἰς τὴν κληρονομίαν σου, ἐμίαναν τὸν ναὸν τὸν ἅγιόν σου, ἔθεντο ῾Ιερουσαλὴμ ὡς ὀπωροφυλάκιον.                          |
| 2  | Natanu et-nivelat avadeikha ma'akal le'uf hashamayim beshar hasideikha lechayto-arֽרֶץ׃ | Los cadáveres de tus siervos han sido entregados como alimento a las aves del cielo, y la carne de tus santos a las bestias de la tierra.                                   | ἔθεντο τὰ θνησιμαῖα τῶν δούλων σου βρώματα τοῖς πετεινοῖς τοῦ οὐρανοῦ, τὰς σάρκας τῶν ὁσίων σου τοῖς θηρίοις τῆς γῆς·                                          |
| 3  | שָׁפְכ֬וּ דָמָ֨ם ׀ כַּמַּ֗יִם סְֽבִ֘יב֤וֹת יְֽרוּשָׁלָ֗͏ִם וְאֵ֣ין קוֹבֵֽר׃                                              | Su sangre han derramado como agua alrededor de Jerusalén, y no había quien los enterrara.                                                                                   | ἐξέχεαν τὸ αἷμα αὐτῶν ὡσεὶ ὕδωρ κύκλῳ ῾Ιερουσαλήμ, καὶ οὐκ ἦν ὁ θάπτων.                                                                                        |
| 4  | הָיִ֣ינוּ חֶ֭רְפָּה לִשְׁכֵנֵ֑ינוּ לַ֥עַג וָ֝קֶ֗לֶס לִסְבִיבוֹתֵֽינוּ׃                                               | Nos hemos convertido en un reproche para nuestros vecinos, en escarnio y burla para los que nos rodean.                                                                     | ἐγενήθημεν ὄνειδος τοῖς γείτοσιν ἡμῶν, μυκτηρισμὸς καὶ χλευασμὸς τοῖς κύκλῳ ἡμῶν.                                                                              |
| 5  | עַד־מָ֣ה יְ֭הֹוָה תֶּאֱנַ֣ף לָנֶ֑צַח תִּבְעַ֥ר כְּמוֹ־אֵ֝֗שׁ קִנְאָתֶֽךָ׃                                               | ¿Hasta cuándo, Señor? ¿Estarás enojado para siempre? ¿Arderá tu celo como fuego?                                                                                            | ἕως πότε, Κύριε, ὀργισθήσῃ εἰς τέλος, ἐκκαυθήσεται ὡς πῦρ ὁ ζῆλός σου;                                                                                         |
| 6  | שְׁפֹ֤ךְ חֲמָתְךָ֗ אֶֽל־הַגּוֹיִם֮ אֲשֶׁר לֹא־יְדָ֫ע֥וּךָ וְעַ֥ל מַמְלָכ֑וֹת אֲשֶׁר בְּ֝שִׁמְךָ֗ לֹ֣א קָרָֽאוּ׃                           | Derrama tu ira sobre las naciones que no te conocen, y sobre los reinos que no han invocado tu nombre.                                                                      | ἔκχεον τὴν ὀργήν σου ἐπὶ τὰ ἔθνη τὰ μὴ γινώσκοντά σε καὶ ἐπὶ βασιλείας, αἳ τὸ ὄνομά σου οὐκ ἐπεκαλέσαντο,                                                      |
| 7  | כִּ֭י אָכַ֣ל אֶֽת־יַעֲקֹ֑ב וְֽאֶת־נָוֵ֥הוּ הֵשַֽׁמּוּ׃                                                         | Porque devoraron a Jacob y devastaron su morada. | ὅτι κατέφαγον τὸν ᾿Ιακώβ, καὶ τὸν τόπον αὐτοῦ ἠρήμωσαν. |
| 8  | אַֽל־תִּזְכׇּר־לָנוּ֮ עֲוֺנֹ֢ת רִאשֹׁ֫נִ֥ים מַ֭הֵר יְקַדְּמ֣וּנוּ רַחֲמֶ֑יךָ כִּ֖י דַלּ֣וֹנוּ מְאֹֽד׃                               | O remember not against us former iniquities: let thy tender mercies speedily prevent us: for we are brought very low.                                                       | μὴ μνησθῇς ἡμῶν ἀνομιῶν ἀρχαίων· ταχὺ προκαταλαβέτωσαν ἡμᾶς οἱ οἰκτιρμοί σου, Κύριε, ὅτι ἐπτωχεύσαμεν σφόδρα.                                                  |
| 9  | עׇזְרֵ֤נוּ ׀ אֱלֹ֘הֵ֤י יִשְׁעֵ֗נוּ עַֽל־דְּבַ֥ר כְּבֽוֹד־שְׁמֶ֑ךָ וְהַצִּילֵ֥נוּ וְכַפֵּ֥ר עַל־חַ֝טֹּאתֵ֗ינוּ לְמַ֣עַן שְׁמֶֽךָ׃                  | Ayúdanos, oh Dios de nuestra salvación, por la gloria de tu nombre; líbranos y perdona nuestros pecados, por amor a tu nombre.                                              | βοήθησον ἡμῖν, ὁ Θεός, ὁ σωτὴρ ἡμῶν· ἕνεκεν τῆς δόξης τοῦ ὀνόματός σου, Κύριε, ῥῦσαι ἡμᾶς καὶ ἱλάσθητι ταῖς ἁμαρτίαις ἡμῶν ἕνεκα τοῦ ὀνόματός σου,             |
| 10 | לָ֤מָּה ׀ יֹאמְר֣וּ הַגּוֹיִם֮ אַיֵּ֢ה אֱֽלֹהֵ֫יהֶ֥ם יִוָּדַ֣ע (בגיים) [בַּגּוֹיִ֣ם] לְעֵינֵ֑ינוּ נִ֝קְמַ֗ת דַּֽם־עֲבָדֶ֥יךָ הַשָּׁפֽוּךְ׃        | ¿Por qué dirán los paganos: «¿Dónde está su Dios?» Que sea conocido entre los paganos ante nuestros ojos por la venganza de la sangre de tus siervos que ha sido derramada. | μή ποτε εἴπωσι τὰ ἔθνη· ποῦ ἔστιν ὁ Θεὸς αὐτῶν; καὶ γνωσθήτω ἐν τοῖς ἔθνεσιν ἐνώπιον τῶν ὀφθαλμῶν ἡμῶν ἡ ἐκδίκησις τοῦ αἵματος τῶν δούλων σου τοῦ ἐκκεχυμένου. |
| 11 | Tavo lefanecha enkata asir kegedel zroacha hooter benim tumuta                        | Que el suspiro del prisionero llegue ante ti; según la grandeza de tu poder, preserva a los que están destinados a morir;                                                   | εἰσελθέτω ἐνώπιόν σου ὁ στεναγμὸς τῶν πεπεδημένων, κατὰ τὴν μεγαλωσύνην τοῦ βραχίονός σου περιποίησαι τοὺς υἱοὺς τῶν τεθανατωμένων.                            |
| 12 | וְהָ֘שֵׁ֤ב לִשְׁכֵנֵ֣ינוּ שִׁ֭בְעָתַיִם אֶל־חֵיקָ֑ם חֶרְפָּ֘תָ֤ם אֲשֶׁ֖ר חֵרְפ֣וּךָ אֲדֹנָֽי׃                                     | Y devuelve a nuestros vecinos siete veces más en su seno la afrenta con que te han afrentado, oh Señor.                                                                     | ἀπόδος τοῖς γείτοσιν ἡμῶν ἑπταπλασίονα εἰς τὸν κόλπον αὐτῶν τὸν ὀνειδισμὸν αὐτῶν, ὃν ὠνείδισάν σε, Κύριε.                                                      |
| 13 | וַאֲנַ֤חְנוּ עַמְּךָ֨ ׀ וְצֹ֥אן מַרְעִיתֶךָ֮ נ֤וֹדֶ֥ה לְּךָ֗ לְע֫וֹלָ֥ם לְד֥וֹר וָדֹ֑ר נְ֝סַפֵּ֗ר תְּהִלָּתֶֽךָ׃                           | Así que nosotros, tu pueblo y ovejas de tu pasto, te daremos gracias por siempre; proclamaremos tu alabanza por todas las generaciones.                                     | ἡμεῖς δὲ λαός σου καὶ πρόβατα νομῆς σου ἀνθομολογησόμεθά σοι εἰς τὸν αἰῶνα, εἰς γενεὰν καὶ γενεὰν ἐξαγγελοῦμεν τὴν αἴνεσίν σου.                                |

### Versión de la Biblia hebrea
A continuación se encuentra el texto hebreo del Salmo 79, con traducción al español de la Biblia de la Sociedad de Publicaciones Judía de 1917 :
| Verso | Hebreo                                                                            | Español |
| ----- | --------------------------------------------------------------------------------- | --- |
| 1     | מִזְמ֗וֹר לְאָ֫סָ֥ף אֱֽלֹהִ֡ים בָּ֚אוּ גוֹיִ֨ם \| בְּנַֽחֲלָתֶ֗ךָ טִ֖מְּאוּ אֶת־הֵיכַ֣ל קָדְשֶׁ֑ךָ שָׂ֖מוּ אֶת־יְרֽוּשָׁלִַ֣ם לְעִיִּֽים         | Salmo de Asaf. {NORTE} Oh Dios, las gentes han entrado en tu heredad; han profanado tu santo templo; {N} han convertido a Jerusalén en montones.                              |
| 2     | נָֽתְנ֡וּ אֶת־נִבְלַ֬ת עֲבָדֶ֗יךָ מַֽ֖אֲכָל לְע֣וֹף הַשָּׁמָ֑יִם בְּשַׂ֥ר חֲ֜סִידֶ֗יךָ לְחַיְתוֹ־אָֽרֶץ                           | Han dado los cadáveres de Tus siervos por comida a las aves del cielo, {N} la carne de tus santos a las bestias de la tierra.                                                 |
| 3     | שָֽׁפְכ֬וּ דָמָ֨ם \| כַּמַּ֗יִם סְבִ֘יב֚וֹת יְרֽוּשָׁלִַ֗ם וְאֵ֣ין קוֹבֵֽר                                          | Derramaron su sangre como agua alrededor de Jerusalén, sin que nadie los enterrara.                                                                                           |
| 4     | הָיִ֣ינוּ חֶ֖רְפָּה לִשְׁכֵנֵ֑ינוּ לַ֣עַג וָ֜קֶ֗לֶס לִסְבִֽיבוֹתֵֽינוּ                                            | Somos una burla para nuestros vecinos, un desprecio y una burla para los que nos rodean.                                                                                      |
| 5     | עַד־מָ֣ה יְ֖הֹוָה תֶּֽאֱנַ֣ף לָנֶ֑צַח תִּבְעַ֥ר כְּמוֹ־אֵ֜֗שׁ קִנְאָתֶֽךָ                                            | ¿Hasta cuándo, oh SEÑOR, estarás enojado para siempre? ¿Hasta cuándo tus celos arderán como fuego?                                                                            |
| 6     | שְׁפֹ֥ךְ חֲמָֽתְךָ֗ אֶל־הַגּוֹיִם֘ אֲשֶׁ֪ר לֹֽא־יְדָ֫ע֥וּךָ וְעַל־מַמְלָכ֑וֹת אֲשֶׁ֥ר בְּ֜שִׁמְךָ֗ לֹ֣א קָרָֽאוּ                        | Derrama tu ira sobre las naciones que no te conocen, {N} y sobre los reinos que no invocan tu nombre.                                                                         |
| 7     | כִּֽי־אָכַ֥ל אֶת־יַֽעֲקֹ֑ב וְאֶת־נָוֵ֥הוּ הֵשַֽׁמּוּ                                                      | Porque devoraron a Jacob y asolaron su morada. |
| 8     | אַל־תִּזְכָּר־לָנוּ֘ עֲו‍ֹנֹ֪ת רִֽאשֹׁ֫נִ֥ים מַ֖הֵר יְקַדְּמ֣וּנוּ רַֽחֲמֶ֑יךָ כִּ֖י דַלּ֣וֹנוּ מְאֹֽד                            | No recuerdes contra nosotros las iniquidades de nuestros antepasados; {NORTE} que tu compasión venga pronto a nuestro encuentro; porque estamos muy abatidos.                 |
| 9     | עָזְרֵ֚נוּ \| אֱלֹ֘הֵ֚י יִשְׁעֵ֗נוּ עַל־דְּבַ֥ר כְּבוֹד־שְׁמֶ֑ךָ וְהַצִּילֵ֖נוּ וְכַפֵּ֥ר עַל־חַ֜טֹּאתֵ֗ינוּ לְמַ֣עַן שְׁמֶֽךָ              | Ayúdanos, oh Dios de nuestra salvación, por la gloria de tu nombre; {NORTE} y líbranos, y perdona nuestros pecados por amor de tu nombre.                                     |
| 10    | לָ֚מָּה \| יֹֽאמְר֣וּ הַגּוֹיִם֘ אַיֵּ֪ה אֱלֹֽהֵ֫יהֶ֥ם יִוָּדַ֣ע בַּגּוֹיִ֣ם (כתיב בַּגֹּייִ֣ם) לְעֵינֵ֑ינוּ נִ֜קְמַ֗ת דַּם־עֲבָדֶ֥יךָ הַשָּׁפֽוּךְ | Por qué deben decir las naciones: "¿Dónde está su Dios?" {NORTE} Que la venganza de la sangre de tus siervos derramada se dé a conocer entre las naciones ante nuestros ojos. |
| 11    | תָּב֣וֹא לְפָנֶיךָ֘ אֶנְקַ֪ת אָ֫סִ֥יר כְּגֹ֥דֶל זְרֽוֹעֲךָ֑ ה֜וֹתֵ֗ר בְּנֵ֣י תְמוּתָֽה                                    | Llegue ante ti el gemido del preso; según la grandeza de tu poder, libera a los que están destinados a muerte;                                                                |
| 12    | וְהָ֘שֵׁ֚ב לִשְׁכֵנֵ֗ינוּ שִׁ֖בְעָתַיִם אֶל־חֵיקָ֑ם חֶרְפָּ֘תָ֚ם אֲשֶׁ֖ר חֵֽרְפ֣וּךָ אֲדֹנָֽי                                  | Y entregar a nuestros vecinos siete veces en su seno su oprobio, {N} con que te han reprochado, oh Señor.                                                                     |
| 13    | וַֽאֲנַ֚חְנוּ עַמְּךָ֨ \| וְצֹ֥אן מַרְעִיתֶךָ֘ נ֚וֹדֶ֥ה לְּךָ֗ לְע֫וֹלָ֥ם לְד֥וֹר וָדֹ֑ר נְ֜סַפֵּ֗ר תְּהִלָּתֶֽךָ                       | Así que nosotros que somos tu pueblo y el rebaño de tu prado te daremos gracias por siempre; {NORTE} contaremos tu alabanza a todas las generaciones. {PAGS}                  |

### Versión de la Biblia Vulgata latina
| verso | Vulgata latina |
| ----- | --- |
| 1     | [Psalmus Asaph] Deus venerunt gentes in hereditatem tuam polluerunt templum sanctum tuum posuerunt Hierusalem in pomorum custodiam              |
| 2     | Posuerunt morticina servorum tuorum escas volatilibus caeli carnes sanctorum tuorum bestiis terrae                                              |
| 3     | Effuderunt sanguinem ipsorum tamquam aquam en circuitu Hierusalem y non erat qui sepeliret                                                      |
| 4     | Facti sumus obprobrium vicinis nostris subsannatio et inlusio his qui circum nos sunt                                                           |
| 5     | Usquequo Domine irasceris in finem accendetur velut ignis zelus tuus                                                                            |
| 6     | Effunde iram tuam en gentes quae te non noverunt et in regna quae nomen tuum non invocaverunt                                                   |
| 7     | Quia comederunt Iacob et locum eius desolaverunt                                                                                                |
| 8     | ¿Memineris iniquitatum nostrarum antiquarum cito anticipa nuestra misericordiae tuae quia pauperes facti sumus nimis                            |
| 9     | Adiuva nos Deus salutaris noster propter gloriam nominis tui Domera libera nos et propitius esto peccatis nostris propter nomen tuum            |
| 10    | Ne forte dicant en gentibus ubi est Deus eorum et innotescat en nationibus coram oculis nostris ultio sanguinis servorum tuorum que effusus est |
| 11    | Introeat in conspectu tuo gemitus conpeditorum secundum magnitudinem brachii tui posside filios mortificatorum                                  |
| 12    | Et redde vicinis nostris septuplum in sinu eorum inproperium ipsorum quod exprobraverunt tibi Domine                                            |
| 13    | Nos autem populus tuus et oves pascuae tuae confitebimur tibi in saeculum in generationem et generationem adnuntiabimus laudem tuam             |

### Versión de la Biblia del Rey Jacobo
Al Músico principal: Salmo para los hijos de Coré.
1. {Salmo de Asaf.} Oh Dios, vinieron las gentes a tu heredad; han profanado tu santo templo; han puesto a Jerusalén en montones.
2. Los cadáveres de tus siervos dieron por alimento a las aves del cielo, la carne de tus santos a las bestias de la tierra.
3. Derramaron su sangre como agua alrededor de Jerusalén; y no había quien los enterrara.
4. Somos convertidos en oprobio de nuestro prójimo, en desprecio y burla de los que nos rodean.
5. ¿Hasta cuándo, SEÑOR? ¿Estarás enojado para siempre? ¿Arderán como fuego tus celos?
6. Derrama tu ira sobre las naciones que no te conocieron, y sobre los reinos que no invocaron tu nombre.
7. Porque devoraron a Jacob y asolaron su morada.
8. No te acuerdes de nuestras iniquidades pasadas; que tus tiernas misericordias nos eviten pronto, porque estamos muy abatidos.
9. Ayúdanos, oh Dios de nuestra salvación, por la gloria de tu nombre; líbranos y perdona nuestros pecados por amor de tu nombre.
10. ¿Por qué dirán las gentes: ¿Dónde está su Dios? Sea conocido entre las naciones a nuestros ojos por la venganza de la sangre de tus siervos que ha sido derramada.
11. Llegue ante ti el suspiro del preso; según la grandeza de tu poder, preserva a los que están destinados a morir;
12. Y da a nuestros vecinos siete veces en su seno el oprobio con que te han injuriado, oh Señor.
13. Por eso nosotros, tu pueblo, y ovejas de tu prado, te daremos gracias eternamente; publicaremos tu alabanza por todas las generaciones.[26]

## Salmo rimado (1773)
A continuación se muestran los versículos cuarto y séptimo de la rima del Salmo de 1773 . El salmo ha sido rimado por la sociedad Laus Deo, Salus Populo .
No te acuerdes más del mal que hemos hecho,
Nuestra mala acción nos es perdonada por desgracia.
Despierta, oh Dios, y libérate de más sufrimiento
Libera a nuestro pequeño número con Tu poder.
Ayúdanos, Señor misericordioso,
Tu gran nombre en gloria;
Tu fidelidad nos hace felices;
Expiar la pesada deuda,
que nos llena de terror,
¡Muéstranos misericordia!
Entonces, ¿alimentaremos a tus ovejas?
En la eternidad tu alabanza, tu gloria se extiende,
Y canta de generación en generación;
Tu fidelidad, Tu fama, Tus poderes invencibles.

## Salmo rimado (rima del nuevo salmo)
Los mismos versículos se reproducen a continuación en la rima del Nuevo Salmo.
No recuerdes más la maldad de los antepasados.
Mira cómo buscamos tu misericordia.
Dios de nuestra salvación, el sufrimiento nos debilita.
Es su honor, ven pronto y libéranos.
Reconcilia el gran mal que tenemos ante nosotros,
déjanos orarte.
Es tu nombre, oh Dios, cuando las gentes se burlan:
¿No está Dios en medio de ellos?
Entonces Nosotros, las ovejas de tu prado,
extiende tu gloria para siempre, tu gloria.
Generaciones largas, luego la canción suena hacia arriba
de los que con gozo alaban tu nombre y tu grandeza.

## Comentarios

### De la iglesia católica

#### A todo el salmo
El Salmo 79 surge en un contexto de profunda desolación tras la destrucción del Templo de Jerusalén en el año 587 a. C., una catástrofe nacional que se percibe como castigo divino, comparable pero más grave que la pérdida del Arca y el abandono del santuario de Siló. A pesar del desastre, el pueblo conserva su identidad como rebaño del Señor, el mismo que fue conducido por Moisés, Aarón y luego por David. La oración del salmo se estructura en tres momentos: primero, una exposición del sufrimiento causado por los pueblos invasores; luego, dos súplicas dirigidas a Dios, una para que cese el castigo sobre Israel y otra para obtener liberación; finalmente, una promesa de fidelidad y alabanza perpetua. La comunidad cristiana, al orar con este salmo, lo hace en clave eclesial, implorando perdón, auxilio y protección, pero, iluminada por el Evangelio, transforma el deseo de venganza en una petición de misericordia y conversión incluso para los enemigos.

#### A los versículos 1-4
El salmo presenta una secuencia progresiva en la exposición del sufrimiento, comenzando por la profanación de lo más sagrado: el pueblo escogido, el Templo y la ciudad santa, Jerusalén. Esta violación de lo sagrado es seguida por la mención de la muerte violenta de los fieles, cuyos cuerpos yacen insepultos, una situación considerada especialmente degradante en la mentalidad hebrea. Finalmente, se describe la humillación política y social del pueblo, convertido en objeto de burla entre las naciones. La desgracia es entendida como consecuencia de la ira divina provocada por el pecado, tanto el actual como el heredado de las generaciones pasadas. No obstante, se señala que los pueblos invasores, al no reconocer al verdadero Dios, han cometido un mal aún mayor al destruir su heredad. En este contexto, se implora un cambio en la dirección de la ira divina. El ruego por el perdón se apoya tanto en la gravedad extrema de la situación como en la fidelidad de Dios a su alianza y a su Nombre, que representa su presencia y su compromiso con su pueblo.

#### A los versículos 5-13
El reconocimiento del pecado como causa de la desgracia se articula con claridad: tanto las culpas del presente como las heredadas del pasado provocan la ira divina. Sin embargo, se introduce un argumento adicional al subrayar que los pueblos extranjeros, ajenos al conocimiento de Dios, han cometido un pecado aún mayor al atacar a su heredad y profanar lo sagrado. En este marco, se implora un desvío del castigo hacia esos enemigos, apelando no solo a la justicia, sino también al límite insoportable del sufrimiento y, sobre todo, a la fidelidad de Dios a su Alianza y a su Nombre. La oración se dirige a Dios como el garante último de la justicia, el vengador de la sangre inocente derramada y el protector de los fieles que aún viven en peligro. La expresión «devolver siete veces» remite al cumplimiento pleno de la justicia retributiva, pero más allá de un deseo personal de venganza, lo que domina en el salmista es un profundo celo por la gloria y el honor de Dios, ultrajados por la acción de los impíos.

En la historia de la salvación, Dios no se ha contentado con librar a Israel de “la casa de servidumbre” (Dt 5,6) haciéndole salir de Egipto. Él lo salva además de su pecado. Puesto que el pecado es siempre una ofensa hecha a Dios (cfr Sal 51,6), sólo Él es quien puede absolverlo (cfr Sal 51,12). Por eso es por lo que Israel tomando cada vez más conciencia de la universalidad del pecado, ya no podrá buscar la salvación más que en la invocación del nombre de Dios Redentor (cfr Sal 79,9).

## Usos

### Judaísmo
- Se recita el 17 de Tamuz en algunas tradiciones.[34]
- El versículo 8 es parte del párrafo final de Tachanun .[35]
- El versículo 9 es el verso final del Tachanun regular,  y también es parte del Tachanun largo recitado los lunes y jueves.[36]
- El versículo 10 es parte de Av Harachamim .[37]
- El versículo 13 es parte de Baruch Hashem L'Olam durante Maariv.  Parte del versículo 13 es parte de la bendición Modim de la Amidá .[38][39]

### Catolicismo
Hacia el año 530, San Benito de Nursia atribuyó este salmo al despacho de los maitines del jueves, según su regla de San Benito, En el siglo XVI, fue singularmente salmo cantado o recitado por los fieles de acuerdo a la orden de San Pío V , cuando los turcos invadieron el Mediterráneo y los países cristianos.
En la Liturgia de las Horas de hoy, se canta o recita el Salmo 79 en el oficio del jueves al mediodía de la tercera semana.